# 経営企画
経営企画（けいえいきかく）とは、企業などの組織体が定めた経営戦略に方向付けられた中長期、または短期の計画立案、およびその遂行にあたり最適な経営資源の配分を行うことである。

## 概要
「経営企画」の定義は組織体によって千差万別ではあるが、「経営戦略、経営計画、経営組織を立案し、業務監査に関る機能」とされることもあり、会社の政策を樹立し将来の絵を描く機能、とも言われる。
また、「戦略目標を指向した計画の立案」と「遂行に当たって経営資源の最適配分」はトップマネジメントから経営企画部門に期待される機能と言えよう。
企業の成長の時間軸に沿って考えてみると、まだ小規模な段階の会社においては、経営者自らがこうした業務を行うことが多い。だが、従業員数が125名程度を超えると、企業は質的転換を迫られ、社長個人の直感に頼ってばかりはいられなくなり、組織に経営企画機能をしっかりと持たせることが必要になるともいう。
規模の大きな企業においては、経営企画は本社機能の一部とされ、その機能を持たせるために「経営企画部」や「経営企画室」といった部署がおかれ人員が配置されることがある。これは職種としての「経営企画」が存在していることも意味する。
丹羽哲夫によれば 、経営企画部の組織には以下の５つの形態があるとされている。
1. 参謀型
2. 事務局型
3. 中央官庁型
4. 書記局型
5. 特務機関型

また、社内的位置づけとして
1. ゼネラルスタッフ
2. 私的スタッフ
3. 管理スタッフ

の3つの側面を同時に併せ持つと指摘している。